# Parker T. Hart
Parker Thompson Hart (* 28. September 1910 in Medford, Maine; † 15. Oktober 1997 in Washington, D.C.) war ein US-amerikanischer Diplomat, der unter anderem zwischen 1961 und 1965 Botschafter der Vereinigten Staaten in Saudi-Arabien sowie zugleich von 1961 und 1962 Botschafter im Königreich Jemen sowie zwischen 1962 und 1963 erster Botschafter in Kuwait war. Er fungierte außerdem von 1965 bis 1968 als Botschafter in der Türkei sowie zwischen 1968 und 1969 im Außenministerium als Leiter der Unterabteilung Naher Osten (Assistant Secretary of State for Near Eastern Affairs).

## Leben
Parker Thompson Hart absolvierte nach dem Schulbesuch zunächst ein grundständiges Studium am Dartmouth College, welches er 1933 mit einem Bachelor of Arts (BA) beendete. Ein darauf folgendes postgraduales Studium an der Harvard University schloss er 1935 mit einem Master of Arts (MA) ab. Ein weiteres Studium am Hochschulinstitut für internationale Studien und Entwicklung in Genf schloss er 1936 mit einem Diplom ab und besuchte zudem 1936 noch einen Studiengang an der Edmund A. Walsh School of Foreign Service der Georgetown University. Daraufhin trat er als Foreign Service Officer in den diplomatischen Dienst des Außenministeriums ein und fand in den folgenden Jahren zahlreiche Verwendungen im Ministerium sowie an Auslandsvertretungen. Zu Beginn seiner diplomatischen Laufbahn war er zwischen 1938 und 1939 Vizekonsul in Wien, von 1940 bis 1942 Vizekonsul in Rio de Janeiro sowie schließlich zwischen 1942 und 1944 Vizekonsul in Pará in Brasilien. Nachdem er von 1944 bis 1949 zunächst Konsul war, fungierte er zwischen 1949 und 1951 als Generalkonsul in Dhahran in Saudi-Arabien. Nach seiner Rückkehr übernahm er im Außenministerium von 1952 bis 1955 den Posten als Leiter des Referats Naher Osten (Office of Near Eastern Affairs) und war im Anschluss zwischen 1955 und 1957 als Deputy Chief of Mission Ständiger Vertreter und Stellvertreter des Botschafters in Ägypten. Am 15. Februar 1958 wurde er zwar zum Botschafter in Jordanien ernannt und auch vereidigt, trat dieses Amt jedoch nicht mehr an, da sich Jordanien und der Irak am 14. Februar 1958 kurzzeitig zur Arabischen Föderation vereinigt hatten. Er war daraufhin von 1958 bis 1961 Generalkonsul in Damaskus sowie nach seiner Rückkehr zwischen 1958 und 1961 im Außenministerium stellvertretender Leiter der Unterabteilung Naher Osten und Südasien (Deputy Assistant Secretary of State for Near East and South Asian Affairs).
Am 6. April 1961 wurde Hart zum Botschafter der Vereinigten Staaten in Saudi-Arabien ernannt und übergab dort am 22. Juli 1961 als Nachfolger von Donald R. Heath seine Akkreditierung. Er verblieb auf diesem Posten bis zum 29. Mai 1965 und wurde daraufhin von Hermann Eilts abgelöst. Zugleich wurde er am 20. Mai 1961 in Personalunion zum Botschafter im Königreich Jemen mit Amtssitz in Dschidda ernannt, wo er als Nachfolger von G. Frederick Reinhardt am 1. Oktober 1961 sein Beglaubigungsschreiben überreichte. Dieses Amt behielt er bis zum 27. September 1962, woraufhin die Botschaft nach dem Militärputsch und dem darauf folgenden nordjemenitischen Bürgerkrieg nur noch von einem kommissarischen Geschäftsträger (Chargé d’Affaires ad interim) geleitet wurde. Schließlich wurde er ebenfalls in Personalunion am 14. Dezember 1961 zum ersten Botschafter in Kuwait mit Amtssitz in Dschidda berufen und übergab dort am 7. Januar 1962 seine Akkreditierung. Er bekleidete diese Position bis zum 12. Juli 1963, woraufhin Howard Rex Cottam ihn ablöste.
Parker T. Hart wurde am 22. Juli 1965 zum Botschafter in der Türkei ernannt und überreichte dort am 11. Oktober 1965 als Nachfolger von Raymond A. Hare sein Beglaubigungsschreiben. Diesen Botschafterposten behielt er bis zum 3. Oktober 1968 und wurde anschließend von Robert Komer abgelöst. Im Anschluss wurde er am 4. Oktober 1968 im Außenministerium zum Leiter der Unterabteilung Naher Osten (Assistant Secretary of State for Near Eastern Affairs) berufen und trat dieses Amt als Nachfolger von Lucius D. Battle offiziell am 14. Oktober 1968 an. Er bekleidete diese Funktion bis zum 4. Februar 1969, woraufhin Joseph J. Sisco ihm nachfolgte. Er selbst wiederum wurde am 5. Februar 1969 als Nachfolger von George V. Allen zu Direktor des Foreign Service Institute (FSI) ernannt, die Grundausbildungseinrichtung für Mitarbeitende der US-Regierung, die Diplomaten und andere Fachleute darauf vorbereitet, die außenpolitischen Interessen der USA im Ausland zu vertreten. Dieses Amt hatte er bis zum 30. September 1969 inne, woraufhin Howard E. Sollenberger sein Nachfolger wurde.
Nach seinem Ausscheiden aus dem diplomatischen Dienst war Hart, der sich zeitweilig auch im Council on Foreign Relations engagierte, zwischen 1969 und 1973 Präsident des Instituts für den Mittleren Osten MEI (Middle East Institute), eine 1946 gegründete gemeinnützige, überparteiliche Denkfabrik und Kulturzentrum in Washington, D.C., sowie im Anschluss von 1973 bis 1990 Berater des Bau- und Anlagenbauunternehmens Bechtel Corporation. Aus seiner 1949 geschlossenen Ehe mit Jane Constance Smiley gingen die beiden Töchter Margaret Hart Espey und Judith Hart Halsema hervor.

## Veröffentlichungen
- America and the Middle East, 1972
- Two NATO Allies at the Threshold of War. Cyprus, a Firsthand Account of Crisis Management, 1965–1968, 1990
- Saudi Arabia and the United States. Birth of a Security Partnership, 1998